# Железная дорога острова Мэн

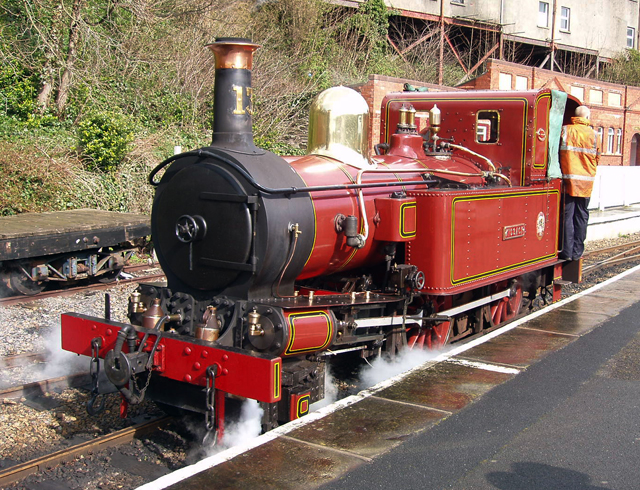
Локомотив №13 "Киссак" железной дороги острова Мэн

Железная дорога острова Мэн (англ. Isle of Man Railway (IMR), мэн. Raad Yiarn Vannin) — узкоколейная железная дорога на острове Мэн, соединяющая Дуглас, Каслтаун и Порт-Ирин, а также один из трёх аэропортов острова (Ronaldsway Airport).
Протяжённость линии 24,6 км. Ширина колеи — 914 мм.
На железной дороге острова Мэн до сих пор используются исключительно паровозы, что придаёт ей характер исторической железной дороги.

## История железной дороги
Линия из Дугласа в Порт-Эрин – единственный оставшийся участок 74-километровой дорожной системы острова, которой когда-то владела Isle of Man Railway Company, основанная в 1870 году. 
Первая железнодорожная линия была проложена из Дугласа в Пил и открыта 1 июля 1873 года.
Участок, до сих пор находящийся в эксплуатации (Южная линия), был запущен вторым, и первые паровозы пошли по нему 1 августа 1874 года. Изначально линию планировали закончить в Каслтауне, но после того как Порт-Эрине началось строительство доков для  крупнотоннажных судов, железную дорогу было решено продлить. От идеи доков для океанских судов вскоре отказались – так как уже первый из построенных доков вскоре был разрушен морем – но железную дорогу до Порт-Эрина построили.
Третья линия – из Сент-Джонса в Рамси – была построена в 1879 году другой компанией – Мэнская северная железная дорога (англ. Manx Northern Railway). Isle of Man Railway получила контроль над этой линией в 1904 году.
В 1966 году железнодорожное сообщение прекратилось по всем направлениям. Регулярное сообщение пытались восстановить, но безуспешно. В 1968 было окончательно прекращено движение по линиям в Пил и Рамси. В 1974 году железнодорожные пути на этих направлениях были разобраны. 
По южной ветке несколько лет поезда ходили лишь от Порт-Эрина до Каслтауна, но позднее было восстановлено движение по всей длине линии. 
В 1978 годы железная дорога была национализирована и в настоящее время принадлежит правительству Острова Мэн.

## Описание линии

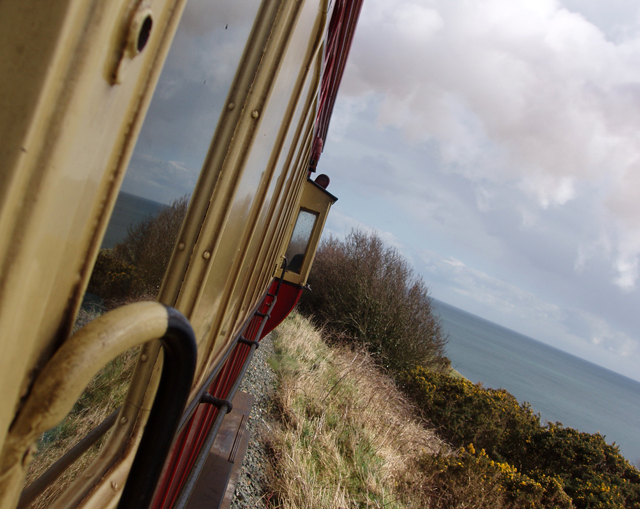
Вид из вагонов на участке от Сантона до Балласаллы

От станции в Дугласе дорога на протяжении нескольких километров идёт в гору. В самой высокой точке над уровнем моря поезд достигает незадолго перед станцией Сантон. После чего дорога идёт вниз к Балласалле. На участке от Сантона до Балласаллы из окон вагонов открываются виды на Ирландское море. 
После Балласаллы поезд движется по сравнительно плоской местности. 
Станция Роналдсуэй Халт (между Балласаллой и Каслтауном) находится в пешеходной доступности от аэропорта Острова Мэн. 
На участке от Каслтауна до Порт-Эрина отлично видно Брада-хэд и башню Милнера. 
В основном железная дорога окружена полями сельскохозяйственного или животноводческого назначения. Лишь на нескольких участках поезд проходит через деревни в непосредственной близости от жилых домов.
Поездка от Дугласа до Порт-Эрина занимает 57 минут. Каслтаун находится примерно на полпути: в 20 минутах от Порт-Эрина и примерно 35 минутах от Дугласа.

## Станции

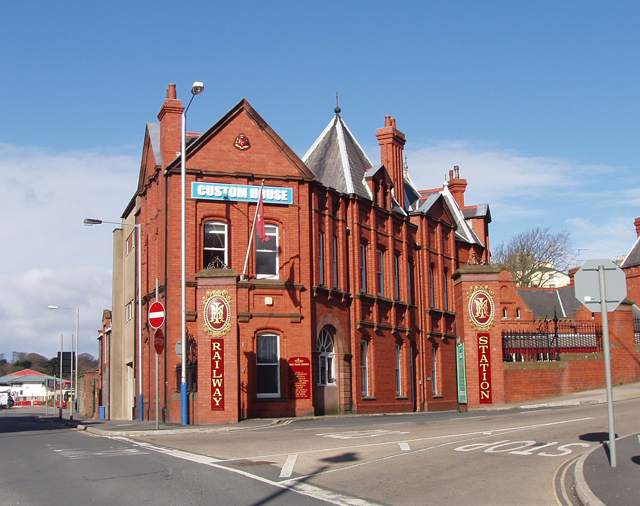
Железнодорожный вокзал в Дугласе, остров Мэн

Сейчас регулярным сообщением на железной дороге острова Мэн охвачены 11 станций:
Дуглас (конечная станция) — Порт Содерик — Сантон (остановка по требованию) — Балласалла — Роналдсуэй Халт (остановка по требованию, ближайшая станция к аэропорту острова Мэн) — Каслтаун — Баллабег — Колби — Левел (остановка по требованию) — Порт-Сент-Мэри — Порт-Ирин (конечная станция).
На южной ветке есть две использовавшиеся в прошлом, но ныне не функционирующие станции: Лоу Нед и Баллакостейн (Райфл Рендж).
На станциях в Дугласе и Порт-Ирине работают буфеты.

## Подвижной состав и локомотивы
Локомотивы, используемые (или использовавшиеся) на железной дороге Острова Мэн, были произведены по специальным заказам компанией Beyer, Peacock and Company в Манчестере в период с 1873 по 1926 год. Несколько локомотивов достались железной дороге после произошедшего в 1905 году поглощения Мэнской северной железной дороги и железной дороги Фоксдэйл. 
В настоящее время на железной дороге острова Мэн в эксплуатации находятся семь паровозов: №4 «Лох», №8 «Фенелла», №10 «Джи Эйч Вуд», №11 «Мэйтланд», №12 «Хатчинсон», №13 «Киссак» и №15 «Каледония» (недавно этому паровозу вернули его оригинальный номер 4, использовавшийся при эксплуатации этого локомотива на ныне закрытой северной линии железной дороги острова Мэна).
На дороге одновременно используется около десятка вагонов, но ещё значительное число вагонов в хорошем состоянии находятся в депо.
Все локомотивы имеют осевую формулу 1-2-0. Единственное исключение – №15 «Каледония», тип которого 0-3-0.